# Metallourg Novokouznetsk
Le Hockey Club Metallourg Novokouznetsk - en russe : Хоккейный клуб «Металлург» Новокузнецк - est un club de hockey sur glace professionnel de Russie, localisé à Novokouznetsk. Il évolue dans la VHL.

## Historique
Fondé en 1949, le club accède pour la première fois en 1960 à la première division du championnat d'URSS. Il y joue six saisons dans les années soixante, entrecoupées par des relégations à l'échelon inférieur. L'équipe fait ensuite l'ascenseur entre deuxième et troisième divisions avant de rejoindre l'élite en 1992. En 2008, il intègre une nouvelle compétition, la KHL.
À la suite de la saison 2016-2017, la KHL ayant besoin de réguler les dettes à travers les clubs et le Metallurg étant en difficulté financière corrélée à un manque de succès sur la glace, le club est exclu d'une participation en KHL le 24 mai 2017. Le Metallourg continue à faire fonctionner son club junior et participe au second tiers de la VHL.

### Les logos

Logo de 2008 à 2009
Logo de 2009 à 2013
Logo actuel

## Palmarès
- Division 2 d'URSS : 1964, 1966, 1971.
- Division 3 d'URSS : 1987, 1990.

## Saisons après saisons
Note : PJ : parties jouées, V : victoires, VP : victoires en prolongation ou en fusillade, D : défaites, N : matchs nuls, DP : défaite en prolongation, DP : défaite en prolongation ou en fusillade, DTF : défaite en fusillade, Pts : Points, BP : buts pour, BC : buts contre.

### Saisons en KHL
| Saison    | PJ | V  | VP | VTB | D  | DP | DTB | BP  | BC  | Pts | Classement | Séries éliminatoires |
| --------- | -- | -- | -- | --- | -- | -- | --- | --- | --- | --- | ---------- | -------------------- |
| 2008-2009 | 56 | 12 | 3  | 2   | 31 | 3  | 5   | 127 | 157 | 54  | 21e/24     | Non qualifié         |
| 2009-2010 | 56 | 13 | 1  | 2   | 33 | 5  | 2   | 105 | 159 | 52  | 24e/24     | Non qualifié         |
| 2010-2011 | 54 | 8  | 1  | 3   | 33 | 5  | 4   | 105 | 186 | 41  | 23e/23     | Non qualifié         |
| 2011-2012 | 54 | 18 | 2  | 4   | 21 | 0  | 9   | 108 | 130 | 75  | 16e/23     | Non qualifié         |
| 2012-2013 | 52 | 15 | 3  | 1   | 28 | 2  | 3   | 132 | 177 | 58  | 21e/26     | Non qualifié         |
| 2013-2014 | 54 | 12 | 1  | 1   | 30 | 6  | 4   | 115 | 170 | 50  | 27e/28     | Non qualifié         |
| 2014-2015 | 60 | 10 | 3  | 7   | 37 | 2  | 1   | 115 | 190 | 53  | 27e/28     | Non qualifié         |
| 2015-2016 | 60 | 13 | 1  | 0   | 32 | 4  | 10  | 128 | 191 | 55  | 28e/28     | Non qualifié         |
| 2016-2017 | 60 | 8  | 1  | 5   | 42 | 2  | 2   | 97  | 194 | 40  | 29e/29     | Non qualifié         |

### Saisons en Russie
| Saison    | PJ | V  | VP | N  | DP | D  | BP  | BC  | Pts | Classement                                  | Séries éliminatoires |
| --------- | -- | -- | -- | -- | -- | -- | --- | --- | --- | ------------------------------------------- | --- |
| 2007-2008 | 57 | 16 | 7  | -  | 7  | 27 | 131 | 174 | 69  | 17e/20 place                                | Ne participe pas |
| 2006-2007 | 54 | 12 | 7  | 9  | 3  | 23 | 111 | 144 | 62  | 16e/19 place                                | Ak Bars Kazan 3-0 (huitième-finale)                                                                                            |
| 2005-2006 | 51 | 12 | 1  | 7  | 1  | 30 | 118 | 153 | 46  | 16e/18 place                                | Metallurg Magnitogorsk 3-0 (huitième-finale)                                                                                   |
| 2004-2005 | 60 | 26 | 1  | 12 | 2  | 19 | 129 | 126 | 94  | 7e/16 place                                 | Lada Togliatti 3-1 (quart de finale)                                                                                           |
| 2003-2004 | 60 | 29 | 2  | 7  | 5  | 17 | 135 | 108 | 103 | 5e/16 place                                 | Ak Bars Kazan 3-1 (quart de finale)                                                                                            |
| 2002-2003 | 51 | 16 | 6  | 8  | 1  | 20 | 126 | 124 | 69  | 9e/18 place                                 | Ne participe pas |
| 2001-2002 | 51 | 17 | 2  | 10 | 2  | 20 | 104 | 109 | 67  | 9e/18 place                                 | Ne participe pas |
| 2000-2001 | 34 | 14 | 0  | 7  | 1  | 12 | 84  | 66  | 50  | 9e/18 place                                 | 4e/6 de la poule de qualification pour les séries                                                                              |
| 1999-2000 | 38 | 20 | 3  | 2  | 1  | 12 | 121 | 98  | 69  | 5e/20 place                                 | SKA Saint-Pétersbourg 3-1 (huitième de finale) Lokomotiv Iaroslavl 3-2 (Quarts de finale) Dynamo Moscou 3-2 (Quarts de finale) |
| 1998-1999 | 42 | 32 | -  | 2  | -  | 8  | 133 | 64  | 66  | 2e/22 place                                 | Severstal Tcherepovets 3-0 (huitième de finale) Ak Bars Kazan 3-0 (Quarts de finale)                                           |
| 1997-1998 | 26 | 6  | -  | 7  | -  | 13 | 56  | 76  | 20  | 11e/14 place de la zone est                 | 1er/12 place de la poule de relégation                                                                                         |
| 1996-1997 | 38 | 7  | -  | 8  | -  | 23 | 77  | 122 | 22  | 19e/20 place de la poule finale             | Ne participe pas |
| 1995-1996 | 26 | 10 | -  | 3  | -  | 13 | 73  | 82  | 23  | 8e/14 place de la zone est                  | 6e/14 place de la poule de maintien                                                                                            |
| 1994-1995 | 52 | 11 | -  | 8  | -  | 33 | 125 | 185 | 30  | 13e/14 place de la zone est                 | Ne participe pas |
| 1993-1994 | 46 | 10 | -  | 6  | -  | 30 | 106 | 158 | 26  | 20e/24 place                                | Ne participe pas |
| 1992-1993 | 42 | 10 | -  | 5  | -  | 27 | 95  | 156 | 25  | 11e/12 place de la conférence est           | Ne participe pas |
| 1991-1992 | 36 | 10 | -  | 4  | -  | 22 | 103 | 141 | 24  | 9e/10 place de la zone est de la division 2 | Ne participe pas |

## Entraîneurs successifs
- Aleksandr Levitan 	 1949-1950
- ? 	1950-1959
- Alekseï Vetrov 	1959-1962
- Iouri Saal 	1962-1967
- Nikolaï Sologoubov 	1967-1968
- Iouri Zaroutski 	1968-1971
- Guerman Jarikov 	1971-1973
- Oleg Korolenko 	1973-1974
- Anatoli Okichev 	1974-1976
- Victor Massalov 	1976-1979
- Anatoli Okichev 	1979-1980
- Mikhaïl Gomberg 	1979-1982
- Anatoli Okichev 	1981-1983
- Vladimir Golev 	1983-1986
- Anatoli Motovilov 	1986-1990
- Aleksandr Zaïkine 	1990-1994
- Viktor Laoukhine 	1994-1995
- Nikolaï Mychaguine 	1995-1997
- Oleg Gross 	1997
- Sergueï Nikolaïev 	1998-2000
- Iouri Novikov 	2000
- Andreï Sidorenko 	2000-2002
- Nikolaï Soloviov 	2002-2005
- Andreï Piatanov 	2005
- Mikhaïl Gomberg 	2005
- Aleksandr Kitov 	2005-2006
- Sergueï Nikolaïev 	2006-2007
- Boris Mikhaïlov 	2007-2009
- Dmitri Parkhomenko 2009-2010
- Anatoli Iemeline 2010-2013
- Aleksandr Kitov 2013-2014
- German Titov 2014-2015
- Nikolaï Soloviov 2015-
- Anatoliy Khomenko  2017 -